# Chuck Berry Is on Top
Chuck Berry Is on Top è il terzo album in studio del cantante rock statunitense Chuck Berry pubblicato nel luglio 1959 sotto l'etichetta Chess.

## Tracce
1. Almost Grown
2. Carol
3. Maybellene
4. Sweet Little Rock & Roller
5. Anthony Boy
6. Johnny B. Goode
7. Little Queenie
8. Jo Jo Gunne
9. Roll Over Beethoven
10. Around and Around
11. Hey Pedro
12. Blues for Hawaiians